# Middelfart Stadion
Middelfart Stadion er et fodboldstadion i Middelfart som er hjemsted for byens fodboldklub, Danmarksserieklubben Middelfart G&BK.